# Giro d’Italia 2025
Der Giro d’Italia 2025 war die 108. Austragung der italienischen Grand Tour. Das Straßenradrennen startete am 9. Mai 2025 im albanischen Durrës und ging am 1. Juni 2025 in der italienischen Hauptstadt Rom zu Ende. Die Rundfahrt führte über 21 Etappen und beinhaltete drei Ruhetage. Der Giro d’Italia war auch im Jahr 2025 ein Teil der UCI WorldTour.
Den Gesamtsieg sicherte sich der Brite Simon Yates (Team Visma-Lease a Bike), der die Maglia Rosa erst am vorletzten Etappentag nach einem Solo über 40 Kilometer übernahm. Er nutzte dabei den Colle delle Finestre um sich von den Spitzenreitern des Gesamtklassements zu lösen und gewann die Italien-Rundfahrt schlussendlich mit einem Vorsprung von drei Minuten und 56 Sekunden. Platz zwei ging an den erst 21 Jahre alten Mexikaner Isaac Del Toro (UAE Team Emirates-XRG), der das Rosa Trikot auf elf Etappen getragen hatte und die Nachwuchswertung gewann. Gesamtdritter wurde der Ecuadorianer Richard Carapaz (EF Education-EasyPost) mit einem Rückstand von vier Minuten und 43 Sekunden.
Die Punktewertung ging mit vier Etappensiegen an den Dänen Mads Pedersen (Lidl-Trek), während sich der Italiener Lorenzo Fortunato (XDS Astana Team) in der Bergwertung durchsetzte. Die Mannschaftswertung entschied das UAE Team Emirates-XRG für sich.

## Teilnehmende Mannschaften und Fahrer
Nach dem Reglement der Union Cycliste Internationale waren die 18 UCI WorldTeams zum Start berechtigt und verpflichtet. Zudem qualifizierten sich automatisch die zwei in der UCI-Weltrangliste des Vorjahres bestplatzierten UCI ProTeams Lotto und Israel-Premier Tech. Da das belgische Lotto-Team auf ihr Startrecht verzichtete, konnte der Veranstalter drei Wildcards vergeben. Bereits im Februar setzten sich RCS und ASO für eine zusätzliche Wildcard ein, um einem weiteren UCI ProTeam den Zugang zu den Grand Tours zu ermöglichen. Dies wurde Ende März von der UCI gestattet, womit nun 23 Mannschaften an der 108. Austragung des Giro d’Italia teilnahmen. Die Wildcards erhielten die UCI Pro Teams Q36.5 Pro Cycling Team, Team Polti VisitMalta, Tudor Pro Cycling Team und VF Group-Bardiani CSF-Faizanè. Am 7. Mai 2025 – zwei Tage vor Beginn der Rundfahrt – wurden die Fahrer im Rahmen einer Teampräsentation auf dem Skanderbeg-Platz in Tirana vorgestellt.
| WorldTeams (18)- Alpecin-Deceuninck - Arkéa-B&B Hotels - Bahrain-Victorious - Cofidis - Decathlon AG2R La Mondiale Team - EF Education-EasyPost - Groupama-FDJ - Ineos Grenadiers - Intermarché-Wanty - Team Jayco AlUla - Lidl-Trek - Movistar Team - Red Bull-BORA-hansgrohe - Soudal Quick-Step - Team Picnic-PostNL - UAE Team Emirates XRG - Team Visma \| Lease a Bike - XDS Astana Team ProTeams (5)- Israel-Premier Tech - Q36.5 Pro Cycling Team - Team Polti VisitMalta - Tudor Pro Cycling Team - VF Group-Bardiani CSF-Faizanè |
| |

### Gesamtwertung
Als Favorit auf den Gesamtsieg galt in erster Linie der Slowene Primož Roglič (Red Bull-Bora-hansgrohe), der den Giro d’Italia bereits im Jahr 2023 gewonnen hatte. Der inzwischen 35-jährige Slowene hatte sich im vergangenen Jahr seinen vierten Gesamtsieg bei der Vuelta a España gesichert und galt als einer der besten Grand-Tour-Fahrer der Gegenwart. Im Jahr 2025 bestritt er mit der Algarve-Rundfahrt und der Katalonien-Rundfahrt nur zwei Etappenrennen, wobei er letztere gewann und sich neben zwei Etappensiegen auch die Punkte- und Bergwertung sicherte. Bei der Italien-Rundfahrt erhielt Primož Roglič Unterstützung von Jai Hindley, der den Giro d’Italia im Jahr 2022 selbst gewonnen hatte. Weiters stand auch Daniel Felipe Martínez als wichtiger Helfer in den Bergen am Start.
Als größter Konkurrent von Primož Roglič galt das UAE Team Emirates-XRG, das mit Juan Ayuso und Adam Yates gleich zwei mögliche Gesamtsieger entsandte. Der erst 22-jährige Juan Ayuso startete im Jahr 2025 mit mehreren Eintagesrennen in die Saison, wobei er die Drôme Classic und Trofeo Laigueglia gewann. Im Anschluss sicherte er sich mit der Fernfahrt Tirreno–Adriatico ein Etappenrennen der UCI WorldTour, ehe er sich bei der Katalonien-Rundfahrt nur dem Slowenen Primož Roglič im bis dahin einzigen direkten Duell der Saison geschlagen geben musste. Er gewann jedoch vor dem Slowenen die Bergankunft von La Molina. Adam Yates hingegen hatte im Vorfeld der Italien-Rundfahrt nicht überzeugen können, wenngleich er zu Beginn der Saison die Tour of Oman gewann. Bei den nachfolgenden Rennen stellte er sich jedoch mehrfach in die Dienste seines jüngeren Teamkollegen. Mit Isaac Del Toro, Brandon McNulty, Jay Vine und Rafał Majka stellte das UAE Team Emirates-XRG zudem die wohl stärkste Mannschaft.
Mit Richard Carapaz (EF Education-EasyPost) und Egan Bernal (Ineos Grenadiers) standen zudem zwei weitere ehemalige Sieger des Giro d’Italia am Start der 108. Austragung. Beide hatten in der laufenden Saison jedoch noch keine großen Erfolge einfahren können, wobei letzterer nach seinem Comeback erstmals wieder ein Rennen gewann, als er sich im Straßenrennen und Einzelzeitfahren der kolumbianischen Meisterschaften durchsetzte. Mit Simon Yates stand zudem ein weiterer Grand-Tour-Sieger auf der vorläufigen Startliste. Der Brite hatte nach seinem Wechsel zum Team Visma-Lease a Bike jedoch noch kein nennenswertes Resultat einfahren können. Weitere bekannte Gesamtklassement-Fahrer, die den Giro d’Italia in Angriff nahmen, waren: Mikel Landa (Soudal Quick-Step), Antonio Tiberi, Pello Bilbao (beide Bahrain Victorious), Giulio Ciccone (Lidl-Trek), David Gaudu (Groupama-FDJ), Einer Rubio (Movistar Team), Derek Gee (Israel-Premier Tech), Romain Bardet, Max Poole (beide Picnic PostNL), Thymen Arensman (Ineos Grenadiers), Michael Storer (Tudor), Lorenzo Fortunato (XDS Astana Team), Chris Harper, Lucas Plapp und Filippo Zana (beide Team Jayco AlUla). Ein weiterer bekannter Starter war der Brite Thomas Pidcock (Q36.5 Pro Cycling Team), der sein Debüt beim Giro d’Italia gab.

### Punktewertung
Im Kampf um die Punktewertung war in erster Linie Wout van Aert (Team Visma-Lease a Bike) zu nennen, der sein Debüt beim Giro d’Italia nach seinem Sturz im Frühjahr 2024 auf das Jahr 2025 verschieben hatte müssen. Der Belgier gewann bereits die Punktewertung der Tour de France und führte diese auch bei der letztjährigen Vuelta a España an, ehe er die Rundfahrt nach einem Sturz beenden musste. Im Vorfeld der Italien-Rundfahrt hatte Wout van Aert jedoch noch keinen Saisonsieg feiern können. Zudem befand sich mit seinem Teamkollegen Olav Kooij wohl einer der endschnellsten Fahrer in seiner Mannschaft. Ein weiterer bekannter Sprinter und Aspirant auf den Sieg in der Punktewertung war der Däne Mads Pedersen (Lidl-Trek), der bereits vier Saisonsiege feierte und Gent–Wevelgem gewann.
Weitere bekannte Sprinter der vorläufigen Startliste waren Sam Bennett (Decathlon AG2R La Mondiale Team), Kaden Groves (Alpecin-Deceuninck), Paul Magnier (Soudal Quick-Step), Milan Fretin (Cofidis), Gerben Thijssen (Intermarché-Wanty), Matteo Moschetti (Q36.5 Pro Cycling Team), Casper van Uden (Team Picnic PostNL), Max Kanter (XDS Astana Team), Maikel Zijlaard (Tudor Pro Cyclin Team) und Corbin Strong (Israel-Premier Tech).

### Weitere bekannte Fahrer und nicht-Starter
In den beiden Einzelzeitfahren galt der erst 21-jährige Joshua Tarling (Ineos Grenadiers) als Mitfavorit. Nicht am Start der 108. Austragung standen der Vorjahressieger Tadej Pogačar (UAE Team Emirates-XRG), der sich in der Saison 2025 auf die Tour de France fokussiert. Auch Jonas Vingegaard (Team-Visma Lease a Bike) und Remco Evenepoel (Soudal Quick-Step) nahmen das Rennen nicht in Angriff.

## Strecke
Ursprünglich hätte die Präsentation der Streckenführung bereits am 12. November 2024 stattfinden sollen. Ende Oktober berichtete der Veranstalter RCS jedoch, dass diese auf unbestimmte Zeit verschoben worden war. Daraufhin wurden Spekulationen laut, die den Grund der Verschiebung in der politischen Dynamik zwischen Albanien und Italien sahen. Albanien galt als aussichtsreicher Austragungsort des Grande Partenza und wurde am 23. Dezember 2024 als Ausrichter der ersten drei Etappen bestätigt. Die komplette Vorstellung der Streckenführung erfolgte am 13. Januar 2025 in Rom. Insgesamt mussten die Fahrer 3443,3 Kilometer auf 21 Etappen absolvieren. Auf dem Programm standen sechs flache, acht hüglige und fünf Bergetappen, sowie zwei Einzelzeitfahren. Nur drei Etappen endeten mit einer Bergankunft. Die Rundfahrt umfasste drei Ruhetage, die nach den Etappen 3, 9 und 15 abgehalten wurden. Nach dem Auslandsstart in Albanien führte die Strecke auch kurz durch Slowenien, wobei der Großteil der Etappen auf italienischem Boden ausgetragen wurde. Hier wurden 16 der 20 Regionen durchfahren. Mit dem Ceraunischen Gebirge, dem Apennin und den Alpen führte die Rundfahrt durch drei Gebirge. Das „Dach der Tour“ bildete der Colle delle Finestre mit einer Höhe von 2178 Metern Seehöhe.

### Etappenliste
Die folgende Tabelle zeigt die Etappen mit Datum, Start- und Zielort, Kategorisierung und Etappenlänge. Außerdem sind der Etappensieger und der jeweils Führende in der Gesamtwertung nach der Etappe angegeben. In der ersten Spalte sind die Einzelartikel zu jeder Etappe mit detaillierten Angaben zu Platzierung und Rennverlauf angegeben.
| Etappe     | Datum   | Etappenorte                          | type                 | Länge (km) | Höhenmeter (m) | Etappensieger     | Gesamtführender |
| ---------- | ------- | ------------------------------------ | -------------------- | ---------- | -------------- | ----------------- | --------------- |
| 1. Etappe  | 9. Mai  | Durrës – Tirana                      | Hügelige Etappe      | 160        | 1.800 m        | Mads Pedersen     | Mads Pedersen   |
| 2. Etappe  | 10. Mai | Tirana – Tirana                      | Einzelzeitfahren     | 13,7       | 150 m          | Joshua Tarling    | Primož Roglič   |
| 3. Etappe  | 11. Mai | Vlora – Vlora                        | Hügelige Etappe      | 160        | 2.800 m        | Mads Pedersen     | Mads Pedersen   |
|            | 12. Mai | 1. Ruhetag und Transfer nach Italien | Ruhetag              |            |                |                   |                 |
| 4. Etappe  | 13. Mai | Alberobello – Lecce                  | Flachetappe          | 189        | 800 m          | Casper van Uden   | Mads Pedersen   |
| 5. Etappe  | 14. Mai | Ceglie Messapica – Matera            | Hügelige Etappe      | 151        | 1.550 m        | Mads Pedersen     | Mads Pedersen   |
| 6. Etappe  | 15. Mai | Potenza – Neapel                     | Hügelige Etappe      | 227        | 2.600 m        | Kaden Groves      | Mads Pedersen   |
| 7. Etappe  | 16. Mai | Castel di Sangro – Tagliacozzo       | Hochgebirgsetappe    | 168        | 3.500 m        | Juan Ayuso        | Primož Roglič   |
| 8. Etappe  | 17. Mai | Giulianova – Castelraimondo          | Mittelschwere Etappe | 197        | 3.800 m        | Lucas Plapp       | Diego Ulissi    |
| 9. Etappe  | 18. Mai | Gubbio – Siena                       | Hügelige Etappe      | 181        | 2.500 m        | Wout van Aert     | Isaac Del Toro  |
|            | 19. Mai | 2. Ruhetag                           | Ruhetag              |            |                |                   |                 |
| 10. Etappe | 20. Mai | Lucca – Pisa                         | Einzelzeitfahren     | 28,6       | 150 m          | Daan Hoole        | Isaac Del Toro  |
| 11. Etappe | 21. Mai | Viareggio – Castelnovo ne’ Monti     | Mittelschwere Etappe | 186        | 3.850 m        | Richard Carapaz   | Isaac Del Toro  |
| 12. Etappe | 22. Mai | Modena – Viadana                     | Hügelige Etappe      | 172        | 1.700 m        | Olav Kooij        | Isaac Del Toro  |
| 13. Etappe | 23. Mai | Rovigo – Vicenza                     | Hügelige Etappe      | 180        | 1.600 m        | Mads Pedersen     | Isaac Del Toro  |
| 14. Etappe | 24. Mai | Treviso – Nova Gorica                | Flachetappe          | 195        | 1.100 m        | Kasper Asgreen    | Isaac Del Toro  |
| 15. Etappe | 25. Mai | Fiume Veneto – Asiago                | Hochgebirgsetappe    | 219        | 3.900 m        | Carlos Verona     | Isaac Del Toro  |
|            | 26. Mai | 3. Ruhetag                           | Ruhetag              |            |                |                   |                 |
| 16. Etappe | 27. Mai | Piazzola sul Brenta – San Valentino  | Hochgebirgsetappe    | 203        | 4.900 m        | Christian Scaroni | Isaac Del Toro  |
| 17. Etappe | 28. Mai | San Michele all’Adige – Bormio       | Hochgebirgsetappe    | 155        | 3.800 m        | Isaac Del Toro    | Isaac Del Toro  |
| 18. Etappe | 29. Mai | Morbegno – Cesano Maderno            | Hügelige Etappe      | 144        | 1.800 m        | Nico Denz         | Isaac Del Toro  |
| 19. Etappe | 30. Mai | Biella – Champoluc                   | Hochgebirgsetappe    | 166        | 4.950 m        | Nicolas Prodhomme | Isaac Del Toro  |
| 20. Etappe | 31. Mai | Verrès – Sestriere                   | Hochgebirgsetappe    | 205        | 4.500 m        | Chris Harper      | Simon Yates     |
| 21. Etappe | 1. Jun. | Rom – Rom                            | Flachetappe          | 143        | 600 m          | Olav Kooij        | Simon Yates     |

### Auslandstart in Albanien

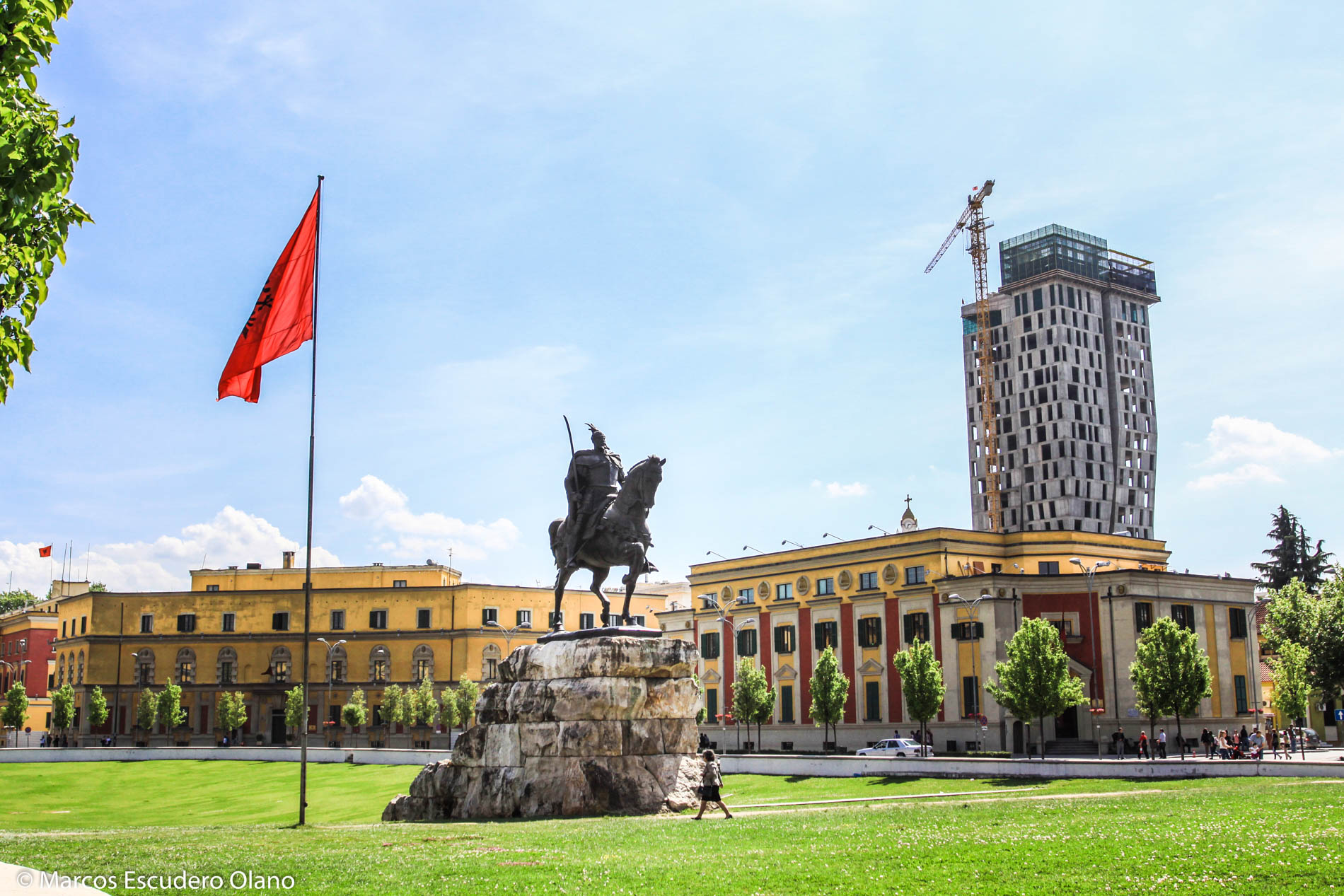
Tirana diente als Zielort der ersten beiden Etappe des Grande Partenza

Zum ersten Mal seit dem Jahr 2022 wurde der Giro d’Italia wieder im Ausland gestartet. Nach San Marino, Monaco, Belgien, Vatikanstadt, Griechenland, Frankreich, Niederlande, Dänemark, Nordirland, Israel und zuletzt Ungarn erfolgte der Grande Partenza erstmals in Albanien. Der Balkanstaat trug die ersten drei Etappen der Grand Tour aus, ehe die Rundfahrt nach einem Ruhetag auf dem italienischen Festland fortgesetzt wurde.
Die 1. Etappe führte von der Hafenstaat Durrës in die albanische Hauptstadt Tirana, wo der Zielstrich am Ende eines hügligen Rundkurses erreicht wurde, der aus der Stadt nach Shkoza am Dajti führte und zweimal befahren werden musste. Die 2. Etappe wurde im Rahmen eines 13,7 Kilometer langen Einzelzeitfahrens ausgetragen, das beim Skanderbeg-Platz gestartet wurde, vorbei an den Sehenswürdigkeiten der Stadt führte und auf dem Bulevardi Dëshmorët e Kombit bei der Pyramide von Tirana endete. Start und Zielort der 3. Etappe war die südlichere Stadt Vlora. Von der Hafenstadt aus ging es ins Ceraunische Gebirge, wo nach zwei kleineren Pässen der 1030 Meter hohe Llogara-Pass überquert werden musste. Dieser wurde jedoch als letzte Schwierigkeit des Tages bereits 40 Kilometer vor dem Ziel passiert.

### Erste Woche: Von Süditalien zu den Schotterstraßen der Toskana

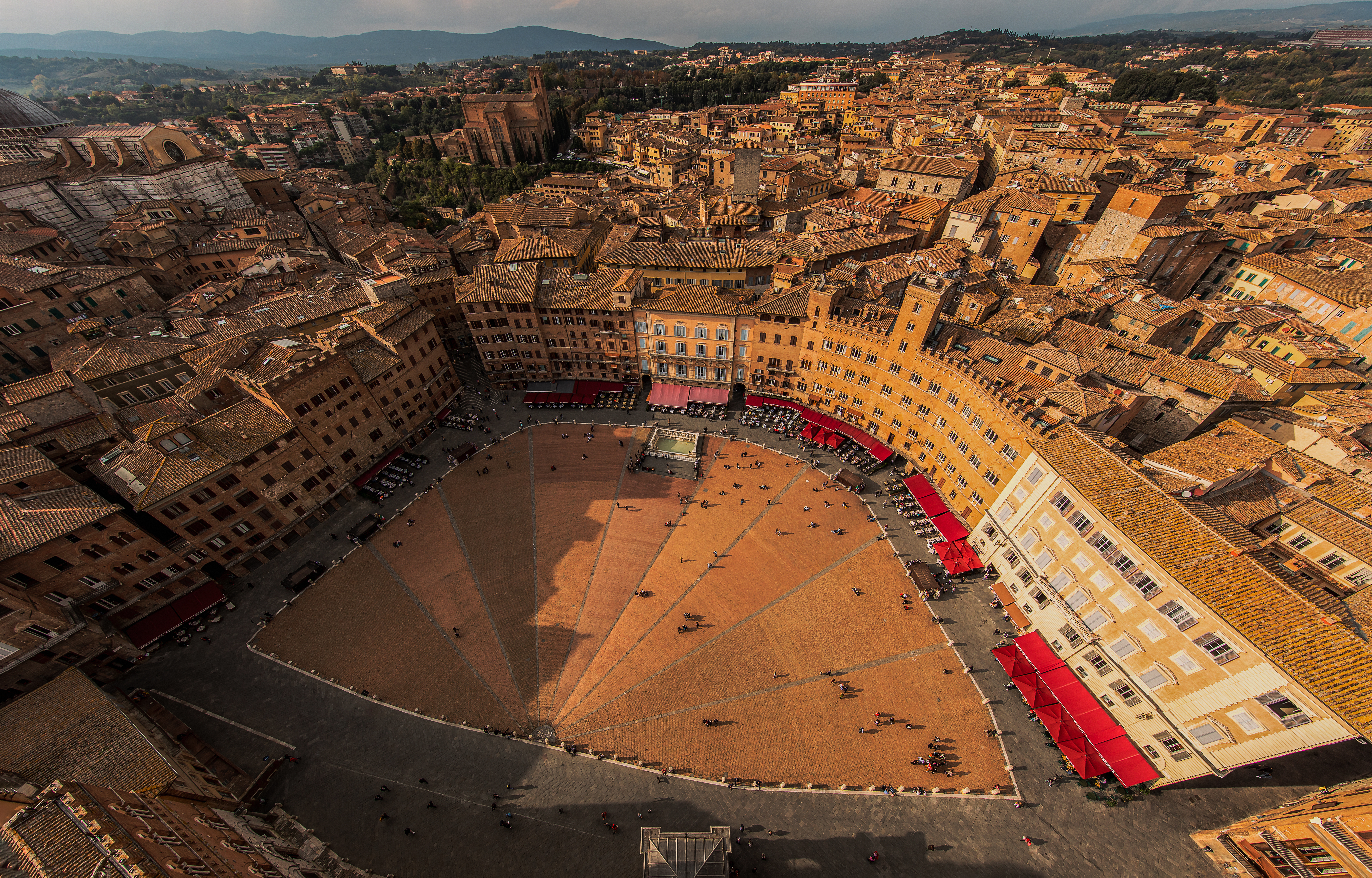
Der Piazza del Campo in Siena diente als Zielort der 9. Etappe, die über fünf Schotter-Sektoren führte

Nach dem ersten Ruhetag wurde die Rundfahrt am 13. Mai im italienischen Alberobello fortgesetzt. Auf flachen Straßen führte die Strecke nach Lecce, das den südlichsten Punkt der 108. Austragung darstellte. Tags drauf ging es von Ceglie Messapica nach Matera, wo im Finale mehrere kurze Anstiege befahren werden mussten. Dennoch galt ebenso wie auf der 6. Etappe, die in Neapel endete, ein Massensprint als wahrscheinlich. Auf der 7. Etappe führte die Rundfahrt in die Anstiege des Apennins, wo die erste Bergankunft bei Tagliacozzo in dem kleinen Bergdorf Marsia (1425 m) stattfand. Der 12,6 Kilometer lange Schlussanstieg stieg dabei im Schnitt mit 5,4 % an, wobei im oberen Bereich maximale Steigungsprozente von bis zu 14 % erreicht wurden. Auf dem nachfolgenden Abschnitt mussten gleich vier kategorisierte Anstiege überquert werden, ehe es auf hügligem Terrain nach Castelraimondo ging. Zum Abschluss der ersten Woche wurden auf der 9. Etappe fünf Schotter-Abschnitte befahren, die aus dem Eintagesrennen Strade Bianche bekannt sind. Insgesamt mussten 29,5 Kilometer auf unbefestigten Straßen absolviert werden, ehe es zum Zielort Siena ging. Mit dem Colle Pinzuto wurde der letzte Sektor 14 Kilometer vor dem Ziel verlassen, das sich am Ende eines kurzen steilen Anstiegs auf dem Piazza del Campo befand.

### Zweite Woche: Von der Toskana in die Alpen

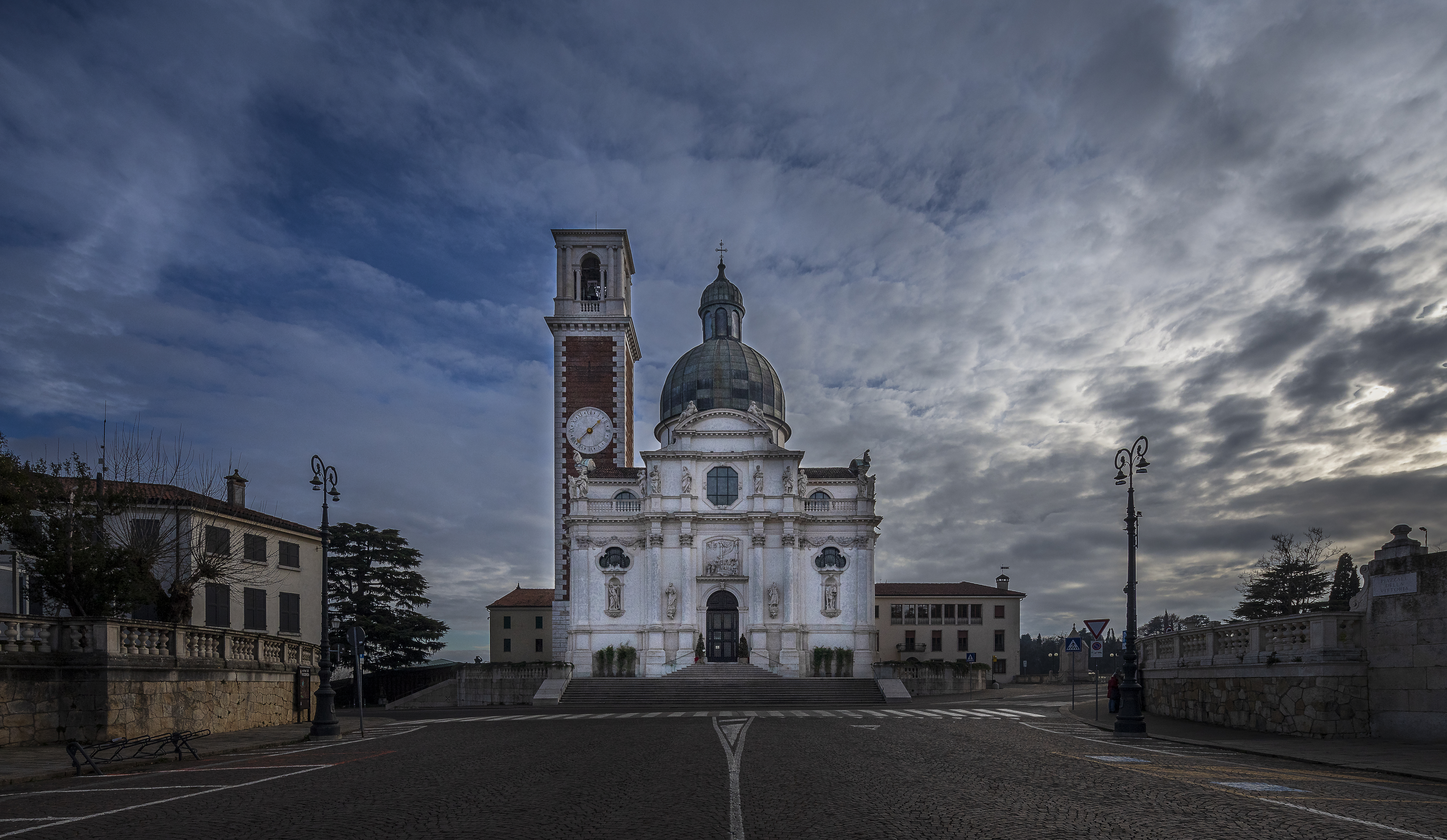
Das Ziel der 14. Etappe befand sich am Ende eines kurzen Anstiegs bei der Basilika Santa Maria di Monte Berico

Zu Beginn der zweiten Woche fand ein 28,6 Kilometer langes Zeitfahren statt, das zwischen Lucca und Pisa ausgetragen wurde. Die Streckenführung wies dabei keine größeren Schwierigkeiten auf und führte großteils flach in Richtung Süden. Die 11. Etappe wurde in Viareggio gestartet, ehe es von der tyrrhenischen Küste auf die Alpe San Pellegrino (1623 m) ging, die maximale Steigungsprozente von bis zu 19 % aufwies. Nach der Überquerung des Passes führte die weiterhin stark profilierte Etappe nach Castelnovo ne’ Monti, wobei die letzte Bergwertung von Pietra di Bismantova (781 m), erst fünf Kilometer vor dem Ziel abgenommen wurde. Tags darauf folgte ein großteils flacher Abschnitt, der zwischen Modena und Viadana ausgetragen wurde. Die 13. Etappe endete in Vicenza vor der Basilika Santa Maria di Monte Berico, die am Ende einer kurzen Steigung lag. Die Auffahrt musste im Finale gleich zweimal absolviert werden, da die letzten Kilometer über einen hügeligen Rundkurs führten. Ähnlich verhielt es sich am nachfolgenden Etappentag, wobei sich das Ziel diesmal auf flachen Straßen in Nova Gorica befand. Die slowenische Stadt stellte zudem den zweiten Auslandsabstecher der 108. Austragung dar. Zum Abschluss der zweiten Woche ging es in die Alpen, wo nach dem Monte Grappa (1611 m) die Auffahrt nach Dori (1106 m) erfolgte. Diese war 16,3 Kilometer lang und wies eine durchschnittliche Steigung von 5,5 % auf, ehe die Strecke auf einem 27,5 Kilometer langen Plateau flach nach Asiago führte.

### Dritte Woche: Entscheidung in den Alpen

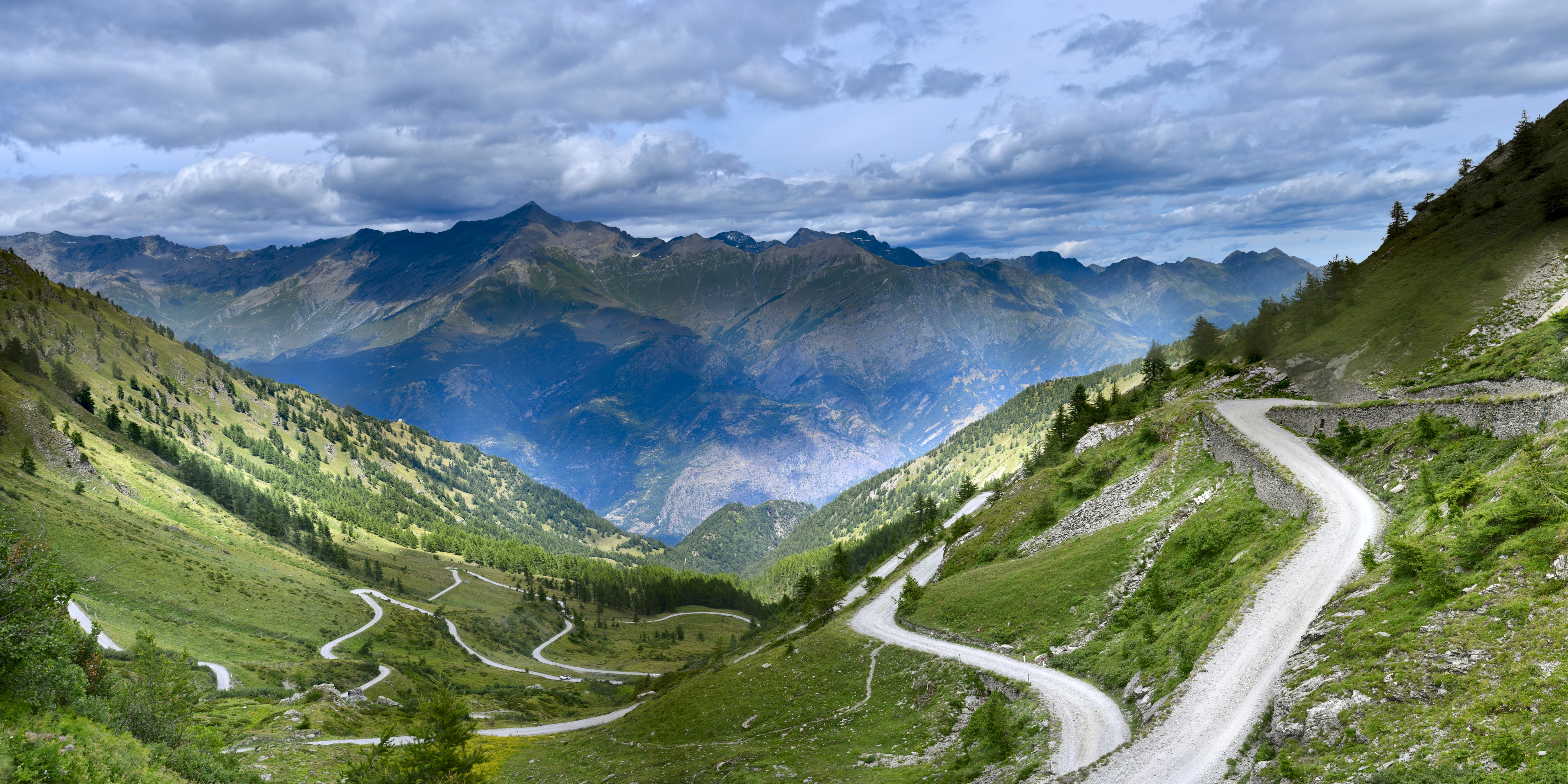
Auf der vorletzten Etappe wurde der Schotteranstieg des Colle delle Finestre überquert

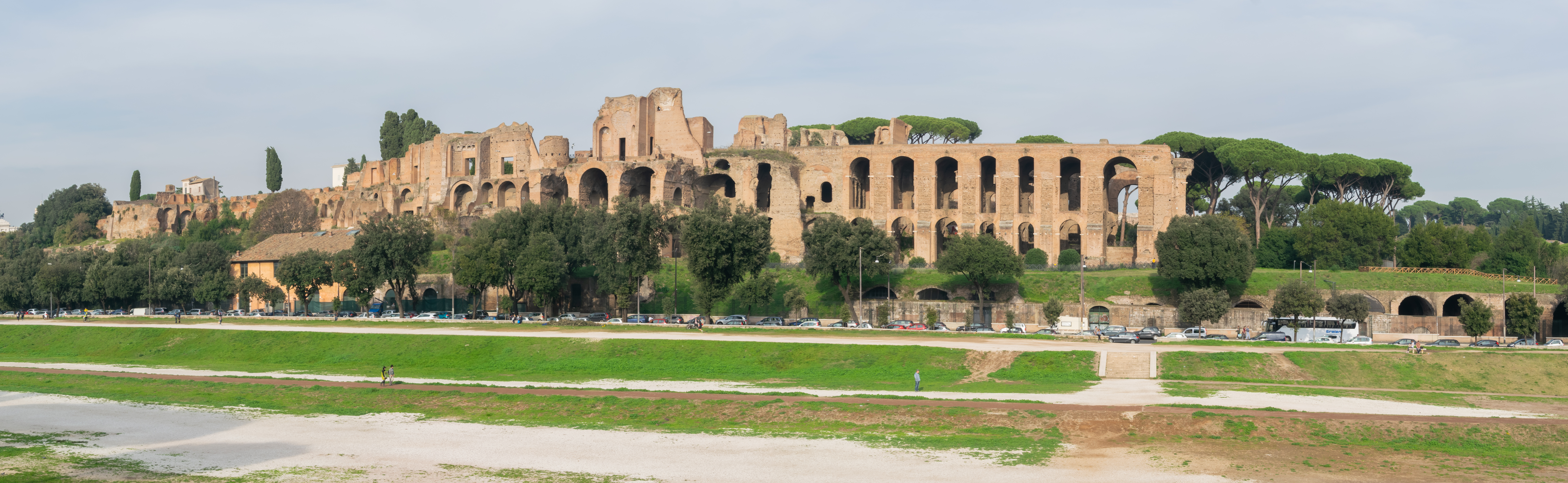
Die 108. Austragung endete in Rom

Die letzte Woche begann mit einem anspruchsvollen Abschnitt, der über vier kategorisierte Alpenpässe zu einer Bergankunft nach San Valentino (1315 m) bei Brentonico führte. Der 17,4 Kilometer lange Schlussanstieg beinhaltete dabei zwei kurze Flachstücke und stieg dennoch im Schnitt mit 6,4 % an. Tags darauf wurden auf der 17. Etappe mit dem Passo del Tonale (1882 m) und Passo del Mortirolo (1854 m) zwei bekannte Passstraßen befahren, die jedoch beide in größerer Distanz zum Ziel passiert wurden. Die letzten 30 Kilometer führten im Veltlin leicht ansteigend nach Bormio, wobei neun Kilometer vor dem Ziel die letzte Bergwertung in Le Motte (1422 m) abgenommen wurde. Nach einer großteils flachen Etappe zwischen Morbegno und Cesano Maderno kehrte die Italien-Rundfahrt am 19. Etappentag in die Alpen zurück. Im Aostatal führte ein anspruchsvoller Abschnitt über fünf Bergwertungen, wobei die Schlussauffahrt nach Champoluc über den Col de Joux (1639 m) und die Ortschaft Antagnod (1724 m) erfolgte. Der letzte Anstieg wurde erst kurz vor dem Ziel überquert, ehe die letzten fünf Kilometer bergab zum Zielstrich führten. Die vorletzte Etappe wurde in Verrès gestartet und führte auf den ersten Kilometern über den Colle del Lys (1311 m) ins südliche Susatal. Von hier erfolgte die Auffahrt auf den Colle delle Finestre (2178 m), der als höchster Punkt der Rundfahrt mit der Cima Coppi versehen worden war. Die 18,5 Kilometer lange Auffahrt wies dabei eine durchschnittliche Steigung von 9,2 % auf, wobei die letzten acht Kilometer auf unbefestigten Straßen zurückgelegt werden mussten. Nachdem die Passhöhe 27,5 Kilometer vor dem Ziel überquert worden war, folgte eine kurze Abfahrt, ehe die Straße erneut zu steigen begann und zur abschließenden Bergankunft nach Sestriere (2033 m) führte. Die letzten 16,3 Kilometer wiesen dabei jedoch nur noch geringe Steigungsprozente auf. Wie auch die bereits letzten Austragungen endete der Giro d’Italia im Jahr 2025 in Rom. Das Finale wurde dabei auf einem 9,5 Kilometer langen Rundkurs ausgetragen, der acht Mal befahren werden musste. Dieser führte vorbei an den Sehenswürdigkeiten der Stadt und endete erstmals neben dem Circus Maximus. Zu Ehren des Heiligen Jahrs und des verstorbenen Papsts Franziskus wurde während der neutralisierten Startphase die Vatikanstadt durchquert.

## Rennverlauf
Die 1. Etappe endete im Sprint einer größeren Gruppe, in dem sich Mads Pedersen (Lidl-Trek) vor Wout van Aert (Visma-Lease a Bike) und Orluis Aular (Movistar) durchsetzte. Der Däne konnte sich zugleich die erste Maglia Rosa der 108. Austragung überstreifen und lag auf Grund der Zeitbonifikationen vier Sekunden vor Wout van Aert. Die meisten Gesamtklassement-Fahrer hielten sich am ersten Tag schadlos und erreichten das Ziel in der ersten rund 40 Fahrer umfassenden Spitzengruppe. Zu den Verlierern des Tages zählten Derek Gee (Israel-Premier Tech), Lorenzo Fortunato (XDS Astana) und Daniel Felipe Martínez (Red Bull-Bora-hansgrohe) die eine Minute und sieben Sekunden einbüßten. Noch mehr Zeit verlor Thymen Arensman (Ineos Grenadiers), der das Ziel als 58. mit einem Rückstand von einer Minute und 45 Sekunden erreichte. Auch Filippo Zana, Lucas Plapp (beide Jayco AlUla), Jay Vine (UAE Team Emirates-XRG) und Pello Bilbao (Bahrain Victorious) verloren zum Auftakt viel Zeit. Am schlimmsten erwischte es jedoch Mikel Landa (Soudal Quick-Step), der in der abschließenden Abfahrt zu Sturz kam und das Rennen frühzeitig aufgeben musste.
Das Einzelzeitfahren der 2. Etappe gewann der erst 21-jährige Brite Joshua Tarling (Ineos Grenadiers), wobei er sich nur um eine Sekunde vor Primož Roglič (Red Bull-Bora-hansgrohe) durchsetzte. Der Slowene übernahm jedoch die Gesamtführung von Mads Pedersen (Lidl-Trek), der das Ziel als Siebter mit einem Rückstand von zwölf Sekunden erreichte und die Maglia Rosa um eine Sekunde abgeben musste. Juan Ayuso (UAE Team Emirates-XRG) fuhr mit einem Rückstand von 17 Sekunden ebenfalls in die Top 10. Die weiteren Mitfavoriten im Kampf um den Gesamtsieg verloren weniger als eine Minute auf den Tagessieger, wobei Daniel Felipe Martínez, Thymen Arensman, Antonio Tiberi (Bahrain Victorious) und Derek Gee unterhalb der 30-Sekunden-Marke blieben. In der Gesamtwertung lag Primož Roglič nun eine Sekunde vor Mads Pedersen und fünf Sekunden vor dessen Teamkollegen Mathias Vacek (Lidl-Trek). Wout van Aert konnte seine Stärken im Zeitfahren nicht ausspielen und fiel auf den elften Gesamtrang zurück.
Die 3. Etappe über den Llogara-Pass ging erneut an Mads Pedersen, der zugleich erneut die Gesamtführung übernahm. Der Däne setzte sich im Sprint des dezimierten Hauptfeldes vor Corbin Strong (Israel-Premier Tech) und Orluis Aular durch. Nach dem Auftakt in Albanien lag Mads Pedersen in der Gesamtwertung nun neun Sekunden vor Primož Roglič und 14 Sekunden vor seinem Teamkollegen Mathias Vacek.
Nach dem ersten Ruhetag gewann der Niederländer Casper van Uden (Picnic PostNL) die 4. Etappe auf dem italienischen Festland. Er setzte sich dabei vor seinen Landsmännern Olav Kooij (Visma-Lease a Bike) und Maikel Zijlaard (Tudor) durch. Primož Roglič holte beim Red Bull-Kilometer zwei Bonussekunden und verkürzte seinen Rückstand gegenüber Mads Pedersen auf sieben Sekunden.
Auf der 5. Etappe feierte Mads Pedersen bereits seinen dritten Tagessieg, als er sich im Sprint des dezimierten Hauptfeldes in Matera durchsetzte. Er gewann den hügeligen Abschnitt vor Edoardo Zambanini (Bahrain Victorious) und Thomas Pidcock (Q36.5) und baute seinen Vorsprung in der Gesamtwertung auf 17 Sekunden aus.
Die Zeitabstände der 6. Etappe flossen nicht ins Gesamtklassement ein, da die letzten Kilometer nach einer neutralisierten Phase nur noch im Kampf um den Tagessieg bestritten wurden. Der Grund dafür war ein Massensturz, der sich rund 70 Kilometer vor dem Ziel auf den vom Regen rutschigen Straßen ereignete. Unter den gestürzten Fahrern war auch Jai Hindley (Red Bull-Bora-hansgrohe), der das Rennen mit einer Gehirnerschütterung aufgeben musste. Im Sprint einer kleinen Gruppe setzte sich schlussendlich Kaden Groves (Alpecin-Deceuninck) vor Milan Fretin (Cofidis) und Paul Magnier (Soudal Quick-Step) durch.
Die 7. Etappe ging mit der ersten Bergankunft zu Ende, die der Spanier Juan Ayuso mit einem Vorsprung von vier Sekunden vor seinem Teamkollegen Isaac Del Toro (UAE Team Emirates-XRG) und Egan Bernal (Ineos Grenadiers) gewann. Dahinter folgten Primož Roglič, Giulio Ciccone (Lidl-Trek), Antonio Tiberi, Damiano Caruso (beide Bahrain Victorious) und Richard Carapaz (EF Education-EasyPost) mit dem identen Rückstand. Etwas mehr Sekunden verloren Max Poole (Picnic PostNL), Michael Storer (Tudor), Simon Yates (Visma-Lease a Bike), Derek Gee, Einer Rubio (Movistar Team), Adam Yates (UAE Team Emirates-XRG), Chris Harper (Jayco AlUla) und Thymen Arensman, wobei alle genannten Fahrer unter der 15-Sekunden-Marke blieben. Deutlich mehr Zeit büßte Thomas Pidcock als 20. mit 34 Sekunden ein. Die beiden Franzosen David Gaudu (Groupama-FDJ) und Romain Bardet (Picnic PostNL) verloren nach einem Sturz in der späteren Rennphase 51 Sekunden bzw. mehr als fünf Minuten und fielen in der Gesamtwertung weit zurück. Mads Pedersen überquerte den Zielstrich mit mehr als 15 Minuten Rückstand und musste somit das Rosa Trikot abgeben. Primož Roglič schob sich nun an die Spitze des Gesamtklassements, wobei sein Vorsprung nur vier Sekunden auf Juan Ayuso betrug. Dahinter folgte sein Teamkollege Isaac Del Toro mit einem Rückstand von neun Sekunden. Die ersten 15 Fahrer wiesen jedoch weiterhin einen Rückstand von weniger als einer Minute auf.
Auf der 8. Etappe setzten sich erstmals die Ausreißer durch, wobei der Tagessieg an den Australier Lucas Plapp ging, der sich rund 45 Kilometer vor Ziel im Anstieg von Montelago (1017 m) als Solist absetzte und mit einem Vorsprung von 38 Sekunden gewann. Dahinter folgten Wilco Kelderman (Visma-Lease a Bike) und Diego Ulissi (XDS Astana) auf den weiteren Plätzen, wobei letzterer das Rosa Trikot übernahm. Mit einem Rückstand von vier Minuten und 49 Sekunden führte Juan Ayuso das Hauptfeld über die Ziellinie und fuhr dabei einen Vorsprung von einer Sekunde auf die restlichen Rundfahrt-Spezialisten heraus. In der Gesamtwertung lag Diego Ulissi nun zwölf Sekunden vor seinem Teamkollegen Lorenzo Fortunato, der ebenfalls Teil der Ausreißergruppe gewesen war. Dahinter folgte Primož Roglič auf dem dritten Gesamtrang mit einem Rückstand von 17 Sekunden.
Die 9. Etappe führte die Fahrer über mehrere Schottersektoren und endete wie die Strade Bianche in Siena. Bereits auf dem ersten Sektor (Pieve a Salti) wurden mit Diego Ulissi und Lorenzo Fortunato die beiden Erstplatzierten des Gesamtklassements distanziert, während die Ineos Grenadiers ein hohes Tempo anschlugen. Im nun reduzierten Hauptfeld kam es rund 50 Kilometer vor dem Ziel auf dem Sektor Serravalle zu einem Sturz, in den auch Primož Roglič und Thomas Pidcock involviert waren. Nun zerfiel das Fahrerfeld und es bildete sich eine sieben Fahrer umfassende Spitzengruppe in der auch Isaac Del Toro, Egan Bernal, Thymen Arensman und Wout van Aert vertreten waren. Dahinter formierte sich eine Gruppe um Juan Ayuso, in der die meisten Gesamtklassement-Fahrer fuhren, während sich Primož Roglič, Thomas Pidcock und Derek Gee in einer weiteren Verfolgergruppe befanden. An der Spitze des Rennens erwies sich Isaac Del Toro als einer der stärksten Fahrer und griff im Anstieg des Colle Pinzuto an, wobei ihm nur Wout van Aert folgen konnte. Egan Bernal hingegen konnte seine gute Ausgangsposition nicht nutzen und wurde wenige Kilometer vor dem Ziel von der Gruppe um Juan Aysuo gestellt, in der sich auch sein Teamkollege Thymen Arensman befand, nachdem dieser aufgrund eines technischen Defekts zurückgefallen war. Im Kampf um den Tagessieg setzte sich schließlich Wout van Aert vor Isaac Del Toro durch, der das Rosa Trikot übernahm. Mit einem Rückstand von 58 Sekunden führte Giulio Ciccone die erste Verfolgergruppe als Dritter über die Ziellinie, wobei Juan Ayuso mit dem siebten Etappenrang eine Minute und sieben Sekunden einbüßte. Die zweite Verfolgergruppe um Primož Roglič verlor zwei Minuten und 22 Sekunden. Wenige Sekunden später erreichten Einer Rubio, Michael Storer und Chris Harper das Ziel, während Max Poole rund fünf Minuten verloren. Diego Ulissi und Lorenzo Fortunato verloren fünf Minuten und zehn Sekunden und fielen somit aus den Top 10 der Gesamtwertung. Vor dem zweiten Ruhetag lag Issac Del Toro nun eine Minute und 13 Sekunden vor seinem Teamkollegen Juan Ayuso und eine Minute und 30 Sekunden vor der dem neuen Gesamtdritten Antonio Tiberi. Primož Roglič wies auf dem zehnten Gesamtrang einen Rückstand von zwei Minuten und 25 Sekunden auf.
Nach dem zweiten Ruhetag wurde die 108. Austragung mit der 10. Etappe im Rahmen eines rund 29 Kilometer langen Einzelzeitfahren zwischen Lucca und Pisa fortgesetzt. Den Tagessieg holte der Niederländer Daan Hoole (Lidl-Trek), der sich mit einem Vorsprung von sieben Sekunden vor Joshua Tarling durchsetzte. Bei wechselhaften Wetterbedingungen belegte Primož Roglič den 17. Rang, wobei er eine Minute und 15 Sekunden einbüßte. Damit markierte er die beste Zeit der Gesamtklassement-Fahrer und machte 19 Sekunden gegenüber Juan Ayuso gut. Simon Yates und Antonio Tiberi verloren etwas mehr Zeit, blieben jedoch weniger als zwei Minuten hinter dem Tagessieger. Der gesamtführende Isaac Del Toro belegte mit einem Rückstand von zwei Minuten und 22 Sekunden den 36. Platz. Giulio Ciccone, Richard Carapaz und Egan Bernal blieben nur knapp unterhalb der 3-Minuten-Marke, wobei letzterer auf den nassen Straßen zu Sturz kam. In der Gesamtwertung verteidigte Isaac Del Toro die Maglia Rosa und lag nun noch 25 Sekunden vor Juan Ayuso. Dahinter folgten Antonio Tiberi, Simon Yates und Primož Roglič mit etwas mehr als einer Minute Rückstand, wobei letzterer eine Minute und 18 Sekunden zurücklag.
Die 11. Etappe führte über den anspruchsvollen Anstieg von Alpe San Pellegrino, der jedoch bereits in der ersten Rennhälfte überquert wurde. Den Etappensieg sicherte sich der Ecuadorianer Richard Carapaz mit einem späten Angriff im Schlussanstieg nahe des Pietra di Bismantova. Dabei legte er die letzten neun Kilometer als Solist zurück und gewann mit einem Vorsprung von zehn Sekunden vor Isaac Del Toro und Giulio Ciccone, die sich die weiteren Zeitbonifikationen sicherten. In der Gesamtwertung baute Isaac Del Toro seinen Vorsprung gegenüber Juan Ayuso somit auf 31 Sekunden aus.
Die 12. Etappe endete in einem Massensprint, den der Niederländer Olav Kooij vor Casper van Uden und Ben Turner (Ineos Grenadiers) gewann. Isaac Del Toro holte beim Red Bull-Kilometer zwei Bonussekunden und baute seinen Vorsprung in der Gesamtwertung auf 33 Sekunden aus.
Auf der 13. Etappe feierte Mads Pedersen seinen vierten Etappensieg, wobei er sich im Bergauf-Sprint von Vicenza vor Wout van Aert durchsetzte. Platz drei ging an den gesamtführenden Isaac Del Toro, der auch beim Red Bull-Kilometer zwei Bonussekunden holte. Da sein Teamkollege Juan Ayuso bei diesem als Zweiter vier Sekunden Zeitgutschrift erhielt, führte der junge Mexikaner die Rundfahrt nun mit einem Vorsprung von 38 Sekunden an. Der Gesamtdritte Antonio Tiberi lag unterdessen bereits eine Minute und 18 Sekunden zurück.
Den Tagessieg der 14. Etappe sicherte sich der Däne Kasper Asgreen (EF Education-EasyPost) aus einer Ausreißergruppe. Der Däne rettete sich mit einem Vorsprung von 16 Sekunden ins Ziel, ehe Kaden Groves und Olav Kooij eine 16 Fahrer umfassende Gruppe ins Ziel führten. In dieser waren mit Isaac Del Toro, Simon Yates, Richard Carapaz und Derek Gee auch vier Fahrer der Top 10 der Gesamtwertung vertreten, während die weiteren Klassement-Fahrer aufgrund eines Sturzes rund 25 Kilometer vor dem Ziel an Zeit verloren. Juan Ayuso, Primož Roglič, Egan Bernal und Thymen Arensman erreichten das Ziel in der zweiten größeren Gruppe und wiesen einen Rückstand von einer Minute und vier Sekunden auf den Etappensieger auf, während Antonio Tiberi und Brandon McNulty (UAE Team Emirates-XRG) zwei Minuten einbüßten. Der große Verlierer des Tages war jedoch Giulio Ciccone, der das Rennen erst nach längerer Zeit wieder aufnehmen konnte und schlussendlich mehr als 16 Minuten verlor. In der Gesamtwertung baute Isaac Del Toro seinen Vorsprung somit weiter aus und lag nun bereits eine Minute und 20 Sekunden vor Simon Yates der auf den zweiten Gesamtrang vorrückte. Juan Ayuso wies als Gesamtdritter einen Rückstand von einer Minute und 26 Sekunden auf. Primož Roglič verblieb auf dem fünften Gesamtrang lag nun jedoch fast zweieinhalb Minuten zurück.
Nachdem er am Vortag zum insgesamt dritten Mal zu Sturz gekommen war, brach Primož Roglič auf der 15. Etappe im Schlussanstieg von Dori ein und verlor auf dem Weg nach Asiago eineinhalb Minuten auf die restlichen Gesamtklassement-Fahrer. Der Auslöser für die Distanzierung des Giro-d’Italia-Siegers des Jahres 2023 waren mehrere Attacken von Egan Bernal und Richard Carapaz, wobei ersterer bereits am vorletzten Anstieg des Monte Grappa antrat. Isaac Del Toro zeigte hingegen keine Schwäche und ging mit einem Vorsprung von einer Minute und 20 Sekunden in den dritten und letzten Ruhetag. Den Etappensieg sicherte sich Carlos Verona, der trotz des Ausscheidens von Giulio Ciccone für ein weiteres Highlight der Lidl-Trek-Mannschaft sorgte. Der Spanier setzte sich bereits 44 Kilometer vor dem Ziel ab und gewann mit einem Vorsprung von 22 Sekunden vor Florian Stork (Tudor) und Christian Scaroni (XDS Astana), die Teil der Ausreißergruppe gewesen waren.
Durch die 16. Etappe, die mit einer Bergankunft auf dem Passo di San Valentino zu Ende ging, kam es zu großen Veränderungen im Gesamtklassement. Während Primož Roglič die Rundfahrt nach einem weiteren Sturz beendete, musste mit Juan Ayuso auch der zweite Top-Favorit seine Ambitionen auf den Gesamtsieg begraben. Der Spanier fiel bereits im vorletzten Anstieg des Passo Santa Barbara zurück und verlor letztlich rund 15 Minuten. Christian Scaroni (XDS Astana) sorgte vor seinem Teamkollegen Lorenzo Fortunato für den ersten italienischen Etappensieg, ehe Giulio Pellizzari (Red Bull-Bora-hansgrohe) mit dem dritten Tagesrang viele Positionen im Gesamtklassement gut machte. Dahinter folgte Richard Carapaz als Tagesvierter mit einem Rückstand von rund einer Minute. Der Ecuadorianer hatte sich im Schlussanstieg von Isaac Del Toro absetzen können und nahm dem Mexikaner eine Minute und 36 Sekunden ab. Auch Derek Gee, Simon Yates und Egan Bernal erreichten das Ziel vor dem Gesamtführenden, der die Maglia Rosa jedoch verteidigen konnte. Isaac Del Toro lag nun nur noch 26 Sekunden vor Simon Yates und 31 Sekunden vor Richard Carapaz. Derek Gee wies als neuer Gesamtvierter einen Rückstand von einer Minute und 31 Sekunden auf.
Tags drauf meldete sich Isaac Del Toro mit seinem ersten Grand-Tour-Etappensieg zurück, als er die 17. Etappe über den Passo del Tonale und Passo del Mortirolo für sich entschied. Er setzte sich dabei rund sechs Kilometer vor dem Ziel gemeinsam mit Richard Carapaz in der Schlusssteigung von Le Motte ab, ehe das Duo mit Romain Bardet (Picnic PostNL) den letzten Ausreißer stellen konnte. Im kurvenreichen Finale löste sich Isaac Del Toro und erreichte den Zielstrich mit einem Vorsprung von vier Sekunden. Hinter Romain Bardet belegte Richard Carapaz den dritten Rang und holte somit ebenfalls vier Bonussekunden. Dahinter folgte Simon Yates mit einem Rückstand von 15 Sekunden, während Derek Gee 16 Sekunden verlor. In der Gesamtwertung liegt Isaac Del Toro nun 41 Sekunden vor Richard Carapaz und 51 Sekunden vor Simon Yates. Der große Verlierer der Etappe war Antonio Tiberi, der mehr als zehn Minuten verlor und aus den Top 10 fiel.
Die 18. Etappe gewann der Deutsche Nico Denz (Red Bull-Bora-hansgrohe), nachdem er sich rund 17 Kilometer vor dem Ziel von einer großen Ausreißergruppe löste. Die weiteren Plätze gingen an Mirco Maestri (Polti VisitMalta) und Edward Planckaert (Alpecin-Deceuninck), die das Ziel mit einem Rückstand von einer Minute und einer Sekunde in einer zehn Fahrer umfassenden Verfolgerguppe erreichten. Juan Ayuso gab das Rennen auf, wobei es in der Gesamtwertung zu keinen nennenswerten Veränderungen kam.
Auf der 19. Etappe, die über mehrere Anstiege führte, präsentierten sich erneut Isaac Del Toro und Richard Carapaz als die stärksten Fahrer, wobei der gesamtführende Mexikaner hinter dem siegreichen Nicolas Prodhomme (Decathlon AG2R La Mondiale) mehr Zeitbonifikationen holte. Simon Yates und Derek Gee verloren unterdessen 24 Sekunden und erreichten das Ziel in der ersten größeren Gruppe. Vor dem abschließenden Tag in den Alpen lag Isaac Del Toro nun 43 Sekunden vor Richard Carapaz. Der Gesamtdritte Simon Yates wies bereits einen Rückstand von einer Minute und 21 Sekunden auf.
Die 20. Etappe brachte einen Tag vor dem Ende der Rundfahrt einem überraschenden Umsturz im Gesamtklassement. Rund 40 Kilometer vor dem Ziel löste sich Simon Yates von Isaac Del Toro und Richard Carapaz im Anstieg des Colle delle Finestre. Der Brite konnte sich dabei entscheidend absetzen und überquerte die Passhöhe mit einem Vorsprung von rund eineinhalb Minuten, da sich die beiden Spitzenreiter der Gesamtwertung gegenseitig beäugten. In der Abfahrt schloss Simon Yates zu seinem Teamkollegen Wout van Aert auf, der Teil der frühen Ausreißer gewesen war. Auf dem flacheren Schlussanstieg nach Sestriere baute Simon Yates seinen Vorsprung im Anschluss weiter aus und erreichte das Ziel schlussendlich als Dritter mehr als fünf Minuten vor der Gruppe um das Rosa Trikot. Der Etappensieg ging an den Ausreißer Chris Harper (Jayco AlUla). Vor dem letzten Tag in Rom lag Simon Yates im Gesamtklassement nun drei Minuten und 56 Sekunden vor Isaac Del Toro. Richard Carapaz wies als Gesamtdritter einen Rückstand von vier Minuten und 43 Sekunden auf.
Die abschließende 21. Etappe endete mit einem Massensprint in Rom, den der Niederländer Olav Kooij vor Kaden Groves und Matteo Moschetti (Q36.5) gewann. In der Gesamtwertung kam es zu keinen nennenswerten Verändeurngen, womit Simon Yates im Alter von 32 Jahren erstmals den Giro d’Italia gewann.

## Reglement
Es galt das Reglement der Union Cycliste Internationale (UCI) für Etappenrennen. In Ergänzung dieser Regelungen legte das Sonderreglement des Veranstalters die Höhe der Preisgelder (soweit nicht Mindestpreisgelder vorgeschrieben sind), die Festlegung von Etappen mit zu erwartenden Sprintankünften als Grundlage der Regeln für die Ermittlung von Zeiten bei Flachetappen, die Zeitbonifikationen, die Punktevergabe für die Punkte- und Bergwertung, die Regelungen weiterer Sonderwertungen und die Karenzzeiten fest.

### Gesamtwertung und Nachwuchswertung
Der Führende der Gesamtwertung trug das Rosa Trikot (Maglia Rosa). Die Gesamtwertung ergab sich wie stets bei Etappenrennen aus der Addition der gefahrenen Zeiten, abzüglich der Bonussekunden, die außer bei Zeitfahren am Etappenziel und bei den Zwischensprints vergeben wurden. Auf Basis der Gesamtwertung ergab sich die Nachwuchswertung, die für jene Fahrer vorbehalten waren, die nach dem 1. Januar 2000 geboren wurden. Der Führende der Nachwuchswertung trug das Weiße Trikot.
Entsprechend den Regeln der UCI wurden auf Etappen, bei denen ein Zielsprint erwartet wurde (1, 3, 4, 6, 8, 11, 12, 14, 15, 17, 18, 19 und 21), Fahrer, die in den letzten drei bzw. fünf Kilometern einen Sturz oder Defekt erlitten, mit der Zeit der Gruppe für die Gesamtwertung berücksichtigt, in der sie sich zum Zeitpunkt dieses Ereignisses befunden hatten. Zeitabstände zwischen den Fahrern wurden auf den Etappen 4, 6, 12, 18 und 21 nur berücksichtigt, wenn zwischen ihnen mindestens drei Sekunden lagen; im Übrigen beträgt der Minimalabstand – außer bei Zeitfahren – eine Sekunde.
| Platzierung        | 1. | 2. | 3. |
| ------------------ | -- | -- | -- |
| Zielankunft        | 10 | 6  | 4  |
| Red Bull-Kilometer | 6  | 4  | 2  |

### Punktewertung
Der Führende in der Punktewertung trug das Violette Trikot (Maglia Ciclamino). Die Punktewertung ergab sich aus der Addition der Punkte der Zielankünfte und den Zwischensprints einer Etappe. Bei der 108. Austragung wurde die Punktevergabe erneut nach der Charakteristik der Etappen gestaffelt. Auf Flachetappen wurden somit mehr Punkte vergeben als auf Bergetappen und in den Zeitfahren. Dies erhöhte die Chancen der Sprinter auf den Sieg in der Punktewertung.
| Kategorie      | 01. | 02. | 03. | 04. | 05. | 06. | 07. | 08. | 09. | 10. | 11. | 12. | 13. | 14. | 15. | Etappen                         |
| -------------- | --- | --- | --- | --- | --- | --- | --- | --- | --- | --- | --- | --- | --- | --- | --- | ------------------------------- |
| Kategorie A+B  | 50  | 35  | 25  | 18  | 14  | 12  | 10  | 08  | 07  | 06  | 05  | 04  | 03  | 03  | 01  | 4, 5, 6, 12, 13, 14, 18 und 21  |
| Kategorie C    | 25  | 18  | 12  | 08  | 06  | 05  | 04  | 03  | 02  | 01  |     |     |     |     |     | 1, 3, 8, 9 und 11               |
| Kategorie D+E  | 15  | 12  | 09  | 07  | 06  | 05  | 04  | 03  | 02  | 01  |     |     |     |     |     | 2, 7, 10, 15, 16, 17, 19 und 20 |
| Zwischensprint | 12  | 08  | 05  | 03  | 01  | 0   | 0   | 0   |     |     |     |     |     |     |     |                                 |

### Bergwertung
Der Führende in der Bergwertung trug das Blaue Trikot (Maglia Azzurra). Diese Wertung ergab sich aus den Punkten, die für die Fahrer vergeben wurden, die einen klassifizierten Anstieg als Erste überquerten. Die Anstiege wurden nach ihrer Schwierigkeit in unterschiedliche Kategorien eingeteilt, wobei auf der Cima Coppi die meisten Punkte vergeben wurden. Insgesamt wurden im Rahmen der 108. Austragung 54 Bergwertungen überquert.
| Kategorie    | 1. | 2. | 3. | 4. | 5. | 6. | 7. | 8. | 9. | bei Zielankunft           |
| ------------ | -- | -- | -- | -- | -- | -- | -- | -- | -- | ------------------------- |
| Cima Coppi   | 50 | 30 | 20 | 14 | 10 | 06 | 04 | 02 | 01 |                           |
| 1. Kategorie | 40 | 18 | 12 | 09 | 06 | 04 | 02 | 01 |    | 50, 24, 16, 9, 6, 4, 2, 1 |
| 2. Kategorie | 18 | 08 | 06 | 04 | 02 | 01 |    |    |    | 26, 12, 8, 4, 2, 1        |
| 3. Kategorie | 09 | 04 | 02 | 01 |    |    |    |    |    |                           |
| 4. Kategorie | 03 | 02 | 01 |    |    |    |    |    |    |                           |

### Mannschaftswertung
Die Mannschaftswertung ergab sich laut dem Reglement der UCI aus der Addition der Zeiten der drei besten Fahrer eines Teams auf jeder Etappe.

### Karenzzeit
Die Karenzzeit war wie die Punktewertung nach der Charakteristik der Etappe gestaffelt. Die maximal zulässige Zeit ergab sich aus der Art der Etappe und der gefahrenen Geschwindigkeit des Siegers.
| Kategorie   | Karenzzeit in Prozent der Siegerzeit | Karenzzeit in Prozent der Siegerzeit | Karenzzeit in Prozent der Siegerzeit | Etappen           |
| ----------- | ------------------------------------ | ------------------------------------ | ------------------------------------ | ----------------- |
| Kategorie A | ≤ 40 km/h: 7 %                       | 40–45 km/h: 8 %                      | > 45 km/h: 10 %                      | 4, 12, 18, 21     |
| Kategorie B | ≤ 37 km/h: 9 %                       | 37–41 km/h: 10 %                     | > 41 km/h: 11 %                      | 5, 6, 13, 14      |
| Kategorie C | ≤ 35 km/h: 11 %                      | 35–39 km/h: 12 %                     | > 39 km/h: 13 %                      | 1, 3, 8, 9, 11    |
| Kategorie D | ≤ 30 km/h: 16 %                      | 30–34 km/h: 17 %                     | > 34 km/h: 18 %                      | 7, 15, 16, 19, 20 |
| Kategorie E | ≤ 30 km/h: 19 %                      | 30–34 km/h: 21 %                     | > 34 km/h: 22 %                      | 17                |
| Zeitfahren  | 30 %                                 | 30 %                                 | 30 %                                 | 2, 10             |

## Vergabe der UCI-Punkte
Der Giro d’Italia ist Teil der UCI WorldTour 2025. Während des Rennens wurden UCI-Punkte vergeben, die sich auf die Platzierung der Fahrer und Mannschaften im UCI-Ranking auswirkten. Die Punktevergabe erfolgte nach folgendem Schlüssel:
| Platzierung    | 1.   | 2.  | 3.  | 4.  | 5.  | 6.  | 7.  | 8.  | 9.  | 10. | Anmerkung                                |
| -------------- | ---- | --- | --- | --- | --- | --- | --- | --- | --- | --- | ---------------------------------------- |
| Gesamtwertung  | 1100 | 885 | 750 | 600 | 495 | 415 | 340 | 285 | 235 | 180 | gestaffelt bis zum 60. Platz (10 Punkte) |
| Punktewertung  | 180  | 130 | 95  | —   | —   | —   | —   | —   | —   | —   |                                          |
| Bergwertung    | 180  | 130 | 95  | —   | —   | —   | —   | —   | —   | —   |                                          |
| Etappenwertung | 180  | 130 | 95  | 80  | 60  | 45  | 40  | 35  | 30  | 25  | gestaffelt bis zum 15. Platz (2 Punkte)  |
| Führung        | 20   | —   | —   | —   | —   | —   | —   | —   | —   | —   | Gesamtführender nach jeder Etappe        |

## Wertungen im Verlauf
| Etappe         | Etappensieger     | Gesamtwertung Maglia Rosa | Punktewertung Maglia Ciclamino | Bergwertung Maglia Azzurra | Nachwuchswertung Maglia Bianca | Teamwertung           |
| -------------- | ----------------- | ------------------------- | ------------------------------ | -------------------------- | ------------------------------ | --------------------- |
| 1              | Mads Pedersen     | Mads Pedersen             | Mads Pedersen (1) (2) (3)      | Sylvain Moniquet           | Francesco Busatto              | Lidl-Trek             |
| 2              | Joshua Tarling    | Primož Roglič             | Mads Pedersen (1) (2) (3)      | Sylvain Moniquet           | Mathias Vacek                  | Lidl-Trek             |
| 3              | Mads Pedersen     | Mads Pedersen             | Mads Pedersen (1) (2) (3)      | Lorenzo Fortunato          | Mathias Vacek                  | Lidl-Trek             |
| 4              | Casper van Uden   | Mads Pedersen             | Mads Pedersen (1) (2) (3)      | Lorenzo Fortunato          | Mathias Vacek                  | Lidl-Trek             |
| 5              | Mads Pedersen     | Mads Pedersen             | Mads Pedersen (1) (2) (3)      | Lorenzo Fortunato          | Mathias Vacek                  | Lidl-Trek             |
| 6              | Kaden Groves      | Mads Pedersen             | Mads Pedersen (1) (2) (3)      | Lorenzo Fortunato          | Mathias Vacek                  | Lidl-Trek             |
| 7              | Juan Ayuso        | Primož Roglič             | Mads Pedersen (1) (2) (3)      | Lorenzo Fortunato          | Juan Ayuso                     | UAE Team Emirates-XRG |
| 8              | Lucas Plapp       | Diego Ulissi              | Mads Pedersen (1) (2) (3)      | Lorenzo Fortunato          | Juan Ayuso                     | UAE Team Emirates-XRG |
| 9              | Wout van Aert     | Isaac Del Toro            | Mads Pedersen (1) (2) (3)      | Lorenzo Fortunato          | Isaac Del Toro (4) (5) (6)     | UAE Team Emirates-XRG |
| 10             | Daan Hoole        | Isaac Del Toro            | Mads Pedersen (1) (2) (3)      | Lorenzo Fortunato          | Isaac Del Toro (4) (5) (6)     | UAE Team Emirates-XRG |
| 11             | Richard Carapaz   | Isaac Del Toro            | Mads Pedersen (1) (2) (3)      | Lorenzo Fortunato          | Isaac Del Toro (4) (5) (6)     | UAE Team Emirates-XRG |
| 12             | Olav Kooij        | Isaac Del Toro            | Mads Pedersen (1) (2) (3)      | Lorenzo Fortunato          | Isaac Del Toro (4) (5) (6)     | UAE Team Emirates-XRG |
| 13             | Mads Pedersen     | Isaac Del Toro            | Mads Pedersen (1) (2) (3)      | Lorenzo Fortunato          | Isaac Del Toro (4) (5) (6)     | UAE Team Emirates-XRG |
| 14             | Kasper Asgreen    | Isaac Del Toro            | Mads Pedersen (1) (2) (3)      | Lorenzo Fortunato          | Isaac Del Toro (4) (5) (6)     | UAE Team Emirates-XRG |
| 15             | Carlos Verona     | Isaac Del Toro            | Mads Pedersen (1) (2) (3)      | Lorenzo Fortunato          | Isaac Del Toro (4) (5) (6)     | UAE Team Emirates-XRG |
| 16             | Christian Scaroni | Isaac Del Toro            | Mads Pedersen (1) (2) (3)      | Lorenzo Fortunato          | Isaac Del Toro (4) (5) (6)     | UAE Team Emirates-XRG |
| 17             | Isaac Del Toro    | Isaac Del Toro            | Mads Pedersen (1) (2) (3)      | Lorenzo Fortunato          | Isaac Del Toro (4) (5) (6)     | UAE Team Emirates-XRG |
| 18             | Nico Denz         | Isaac Del Toro            | Mads Pedersen (1) (2) (3)      | Lorenzo Fortunato          | Isaac Del Toro (4) (5) (6)     | UAE Team Emirates-XRG |
| 19             | Nicolas Prodhomme | Isaac Del Toro            | Mads Pedersen (1) (2) (3)      | Lorenzo Fortunato          | Isaac Del Toro (4) (5) (6)     | UAE Team Emirates-XRG |
| 20             | Chris Harper      | Simon Yates               | Mads Pedersen (1) (2) (3)      | Lorenzo Fortunato          | Isaac Del Toro (4) (5) (6)     | UAE Team Emirates-XRG |
| 21             | Olav Kooij        | Simon Yates               | Mads Pedersen (1) (2) (3)      | Lorenzo Fortunato          | Isaac Del Toro (4) (5) (6)     | UAE Team Emirates-XRG |
| Wertungssieger | Wertungssieger    | Simon Yates               | Mads Pedersen                  | Lorenzo Fortunato          | Isaac Del Toro                 | UAE Team Emirates-XRG |

## Endstände
| \| Gesamtwertung \| Gesamtwertung \| Gesamtwertung \| Gesamtwertung \| Gesamtwertung \| \| Fahrer \| Fahrer \| Land \| Team \| Zeit \| \| ------------- \| ----------------- \| ---------------------- \| -------------------------- \| ---------------- \| \| 1. \| Simon Yates \| Vereinigtes Königreich \| Team Visma \\| Lease a Bike \| 82 h 31 min 01 s \| \| 2. \| Isaac Del Toro \| Mexiko \| UAE Team Emirates XRG \| + 3 min 56 s \| \| 3. \| Richard Carapaz \| Ecuador \| EF Education-EasyPost \| + 4 min 43 s \| \| 4. \| Derek Gee \| Kanada \| Israel-Premier Tech \| + 6 min 23 s \| \| 5. \| Damiano Caruso \| Italien \| Bahrain Victorious \| + 7 min 32 s \| \| 6. \| Giulio Pellizzari \| Italien \| Red Bull-Bora-Hansgrohe \| + 9 min 28 s \| \| 7. \| Egan Bernal \| Kolumbien \| Ineos Grenadiers \| + 12 min 42 s \| \| 8. \| Einer Rubio \| Kolumbien \| Movistar Team \| + 13 min 05 s \| \| 9. \| Brandon McNulty \| Vereinigte Staaten \| UAE Team Emirates XRG \| + 13 min 36 s \| \| 10. \| Michael Storer \| Australien \| Tudor Pro Cycling Team \| + 14 min 27 s \| \| 11. \| Max Poole \| Vereinigtes Königreich \| Team Picnic-PostNL \| + 18 min 15 s \| \| 12. \| Adam Yates \| Vereinigtes Königreich \| UAE Team Emirates XRG \| + 21 min 43 s \| \| 13. \| Rafał Majka \| Polen \| UAE Team Emirates XRG \| + 23 min 46 s \| \| 14. \| Davide Piganzoli \| Italien \| Team Polti VisitMalta \| + 27 min 53 s \| \| 15. \| Nicolas Prodhomme \| Frankreich \| Decathlon-AG2R La Mondiale \| + 36 min 09 s \| \| 16. \| Thomas Pidcock \| Vereinigtes Königreich \| Q36.5 Pro Cycling Team \| + 44 min 41 s \| \| 17. \| Antonio Tiberi \| Italien \| Bahrain Victorious \| + 46 min 04 s \| \| 18. \| Louis Meintjes \| Südafrika \| Intermarché-Wanty \| + 52 min 03 s \| \| 19. \| James Knox \| Vereinigtes Königreich \| Soudal Quick-Step \| + 56 min 35 s \| \| 20. \| Florian Stork \| Deutschland \| Tudor Pro Cycling Team \| + 58 min 53 s \| |                   |                        |                            |                  |
| |                   |                        |                            |                  |
| Quelle: ProCyclingStats |                   |                        |                            |                  |
| Gesamtwertung |                   |                        |                            |                  |
| Fahrer | Fahrer            | Land                   | Team                       | Zeit             |
| 1. | Simon Yates       | Vereinigtes Königreich | Team Visma \| Lease a Bike | 82 h 31 min 01 s |
| 2. | Isaac Del Toro    | Mexiko                 | UAE Team Emirates XRG      | + 3 min 56 s     |
| 3. | Richard Carapaz   | Ecuador                | EF Education-EasyPost      | + 4 min 43 s     |
| 4. | Derek Gee         | Kanada                 | Israel-Premier Tech        | + 6 min 23 s     |
| 5. | Damiano Caruso    | Italien                | Bahrain Victorious         | + 7 min 32 s     |
| 6. | Giulio Pellizzari | Italien                | Red Bull-Bora-Hansgrohe    | + 9 min 28 s     |
| 7. | Egan Bernal       | Kolumbien              | Ineos Grenadiers           | + 12 min 42 s    |
| 8. | Einer Rubio       | Kolumbien              | Movistar Team              | + 13 min 05 s    |
| 9. | Brandon McNulty   | Vereinigte Staaten     | UAE Team Emirates XRG      | + 13 min 36 s    |
| 10. | Michael Storer    | Australien             | Tudor Pro Cycling Team     | + 14 min 27 s    |
| 11. | Max Poole         | Vereinigtes Königreich | Team Picnic-PostNL         | + 18 min 15 s    |
| 12. | Adam Yates        | Vereinigtes Königreich | UAE Team Emirates XRG      | + 21 min 43 s    |
| 13. | Rafał Majka       | Polen                  | UAE Team Emirates XRG      | + 23 min 46 s    |
| 14. | Davide Piganzoli  | Italien                | Team Polti VisitMalta      | + 27 min 53 s    |
| 15. | Nicolas Prodhomme | Frankreich             | Decathlon-AG2R La Mondiale | + 36 min 09 s    |
| 16. | Thomas Pidcock    | Vereinigtes Königreich | Q36.5 Pro Cycling Team     | + 44 min 41 s    |
| 17. | Antonio Tiberi    | Italien                | Bahrain Victorious         | + 46 min 04 s    |
| 18. | Louis Meintjes    | Südafrika              | Intermarché-Wanty          | + 52 min 03 s    |
| 19. | James Knox        | Vereinigtes Königreich | Soudal Quick-Step          | + 56 min 35 s    |
| 20. | Florian Stork     | Deutschland            | Tudor Pro Cycling Team     | + 58 min 53 s    |

| Punktewertung | Punktewertung      | Punktewertung | Punktewertung              | Punktewertung |
| Fahrer        | Fahrer             | Land          | Team                       | Punkte        |
| ------------- | ------------------ | ------------- | -------------------------- | ------------- |
| 1.            | Mads Pedersen      | Dänemark      | Lidl-Trek                  | 295 P.        |
| 2.            | Olav Kooij         | Niederlande   | Team Visma \| Lease a Bike | 185 P.        |
| 3.            | Wout van Aert      | Belgien       | Team Visma \| Lease a Bike | 127 P.        |
| 4.            | Dries De Bondt     | Belgien       | Decathlon-AG2R La Mondiale | 127 P.        |
| 5.            | Isaac Del Toro     | Mexiko        | UAE Team Emirates XRG      | 109 P.        |
| 6.            | Kaden Groves       | Australien    | Alpecin-Deceuninck         | 98 P.         |
| 7.            | Casper van Uden    | Niederlande   | Team Picnic-PostNL         | 89 P.         |
| 8.            | Alessandro Tonelli | Italien       | Team Polti VisitMalta      | 88 P.         |
| 9.            | Richard Carapaz    | Ecuador       | EF Education-EasyPost      | 77 P.         |
| 10.           | Orluis Aular       | Venezuela     | Movistar Team              | 76 P.         |

| Bergwertung | Bergwertung       | Bergwertung | Bergwertung                   | Bergwertung |
| Fahrer      | Fahrer            | Land        | Team                          | Punkte      |
| ----------- | ----------------- | ----------- | ----------------------------- | ----------- |
| 1.          | Lorenzo Fortunato | Italien     | XDS Astana Team               | 355 P.      |
| 2.          | Christian Scaroni | Italien     | XDS Astana Team               | 201 P.      |
| 3.          | Nicolas Prodhomme | Frankreich  | Decathlon-AG2R La Mondiale    | 107 P.      |
| 4.          | Manuele Tarozzi   | Italien     | VF Group-Bardiani CSF-Faizanè | 87 P.       |
| 5.          | Carlos Verona     | Spanien     | Lidl-Trek                     | 61 P.       |
| 6.          | Chris Harper      | Australien  | Team Jayco AlUla              | 60 P.       |
| 7.          | Richard Carapaz   | Ecuador     | EF Education-EasyPost         | 47 P.       |
| 8.          | Romain Bardet     | Frankreich  | Team Picnic-PostNL            | 47 P.       |
| 9.          | Isaac Del Toro    | Mexiko      | UAE Team Emirates XRG         | 45 P.       |
| 10.         | Pello Bilbao      | Spanien     | Bahrain Victorious            | 42 P.       |

| Nachwuchswertung | Nachwuchswertung        | Nachwuchswertung       | Nachwuchswertung        | Nachwuchswertung  |
| Fahrer           | Fahrer                  | Land                   | Team                    | Zeit              |
| ---------------- | ----------------------- | ---------------------- | ----------------------- | ----------------- |
| 1.               | Isaac Del Toro          | Mexiko                 | UAE Team Emirates XRG   | 82 h 34 min 57 s  |
| 2.               | Giulio Pellizzari       | Italien                | Red Bull-Bora-Hansgrohe | + 5 min 32 s      |
| 3.               | Max Poole               | Vereinigtes Königreich | Team Picnic-PostNL      | + 14 min 19 s     |
| 4.               | Davide Piganzoli        | Italien                | Team Polti VisitMalta   | + 23 min 57 s     |
| 5.               | Antonio Tiberi          | Italien                | Bahrain Victorious      | + 42 min 08 s     |
| 6.               | Embret Svestad-Bårdseng | Norwegen               | Arkéa-B&B Hotels        | + 1 h 02 min 44 s |
| 7.               | Edoardo Zambanini       | Italien                | Bahrain Victorious      | + 1 h 22 min 03 s |
| 8.               | Marco Frigo             | Italien                | Israel-Premier Tech     | + 1 h 28 min 24 s |
| 9.               | Gianmarco Garofoli      | Italien                | Soudal Quick-Step       | + 1 h 49 min 57 s |
| 10.              | Igor Arrieta            | Spanien                | UAE Team Emirates XRG   | + 1 h 56 min 19 s |

| Mannschaftswertung | Mannschaftswertung         | Mannschaftswertung           | Mannschaftswertung |
| Team               | Team                       | Land                         | Zeit               |
| ------------------ | -------------------------- | ---------------------------- | ------------------ |
| 1.                 | UAE Team Emirates XRG      | Vereinigte Arabische Emirate | 247 h 53 min 24 s  |
| 2.                 | Bahrain-Victorious         | Bahrain                      | + 58 min 40 s      |
| 3.                 | Team Visma \| Lease a Bike | Niederlande                  | + 1 h 15 min 37 s  |
| 4.                 | XDS Astana Team            | Kasachstan                   | + 1 h 46 min 40 s  |
| 5.                 | Tudor Pro Cycling Team     | Schweiz                      | + 1 h 52 min 53 s  |
| 6.                 | Movistar Team              | Spanien                      | + 1 h 52 min 56 s  |
| 7.                 | Team Picnic-PostNL         | Niederlande                  | + 2 h 25 min 21 s  |
| 8.                 | Red Bull-BORA-hansgrohe    | Deutschland                  | + 2 h 52 min 52 s  |
| 9.                 | Israel-Premier Tech        | Israel                       | + 3 h 06 min 01 s  |
| 10.                | Ineos Grenadiers           | Vereinigtes Königreich       | + 3 h 09 min 08 s  |